# Colletes idoneus
Colletes idoneus är en biart som beskrevs av Cockerell 1922. Colletes idoneus ingår i släktet sidenbin, och familjen korttungebin. Inga underarter finns listade i Catalogue of Life.